# بيورن درير (لاعب كرة قدم)
بيورن درير (بالألمانية: Björn Dreyer)‏ هو لاعب كرة قدم ألماني، ولد في 17 يناير 1989 في أوسترودة آم هارتس في ألمانيا. لعب مع فيردر بريمن.

## وصلات خارجية
- بيورن درير (لاعب كرة قدم) على موقع قاعدة بيانات كرة القدم.إي يو (الإنجليزية)
- بيورن درير (لاعب كرة قدم) على موقع بيانات كرة القدم. دي إي (الألمانية)